# Burg Lagarde
Die Burg Lagarde (französisch Château de Lagarde, okzitanisch La Garda) ist die Ruine einer mittelalterlichen Höhenburg im heutigen Département Ariège in der französischen Region Okzitanien.

## Lage
Die kleine Gemeinde Lagarde liegt in etwa 500 Metern Höhe. Vom Ortszentrum gelangt man auf einem 200 Meter langen Fußweg mit etwa 30 Metern Höhenunterschied zur Burgruine, die auf einer planierten Hügelkuppe bei 530 m liegt.

## Geschichte
Die erste Burg an dieser Stelle wurde bereits im 11. Jahrhundert von Sancho Ramirez I., König von Aragon und gleichzeitig als Sancho V. König von Navarra, errichtet. Während des Albigenserkreuzzugs (1209–1229) wurde die Burg im Jahre 1211 eingenommen und zusammen mit der Herrschaft über Mirepoix von Simon de Montfort an seinen Kampfgefährten Guy de Lévis übergeben. Die Burg blieb bis zum Vorabend der Französischen Revolution in den Händen der Familie Lévis.
Zu Beginn des 14. Jahrhunderts begann François de Lévis mit Abriss- und Umbaumaßnahmen. Im ausgehenden 15. und beginnenden 16. Jahrhundert erlebte die Burg Lagarde tiefgreifende Veränderungen: Unter Jean de Lévis, der nacheinander Ratgeber der Könige Karl VIII., Ludwig XII. und Franz I. war, wurde sie von einer mittelalterlichen Befestigung zu einem Renaissanceschloss umgestaltet.
In den Jahren der Französischen Revolution kam das Schloss in den Besitz des Staates und wurde als Steinbruch verkauft. Einige Gebäude wurden als Waffenlager, Pferdeställe oder Salpeterfabrik genutzt. 1805 fiel der Besitz zurück an die Familie Lévis, der das Anwesen mit Unterbrechungen bis zum Jahr 1986 gehörte. 1987 wurde der Komplex an zwei Damen aus Toulouse verkauft. Seit 1990 kümmern sich mehrere Vereine um den Erhalt des Schlosses. 2006 wurden Teile der Gärten nach alten Vorbildern neu angelegt und das Gelände gegen Eintrittsgeld der Öffentlichkeit zugänglich gemacht.

## Architektur

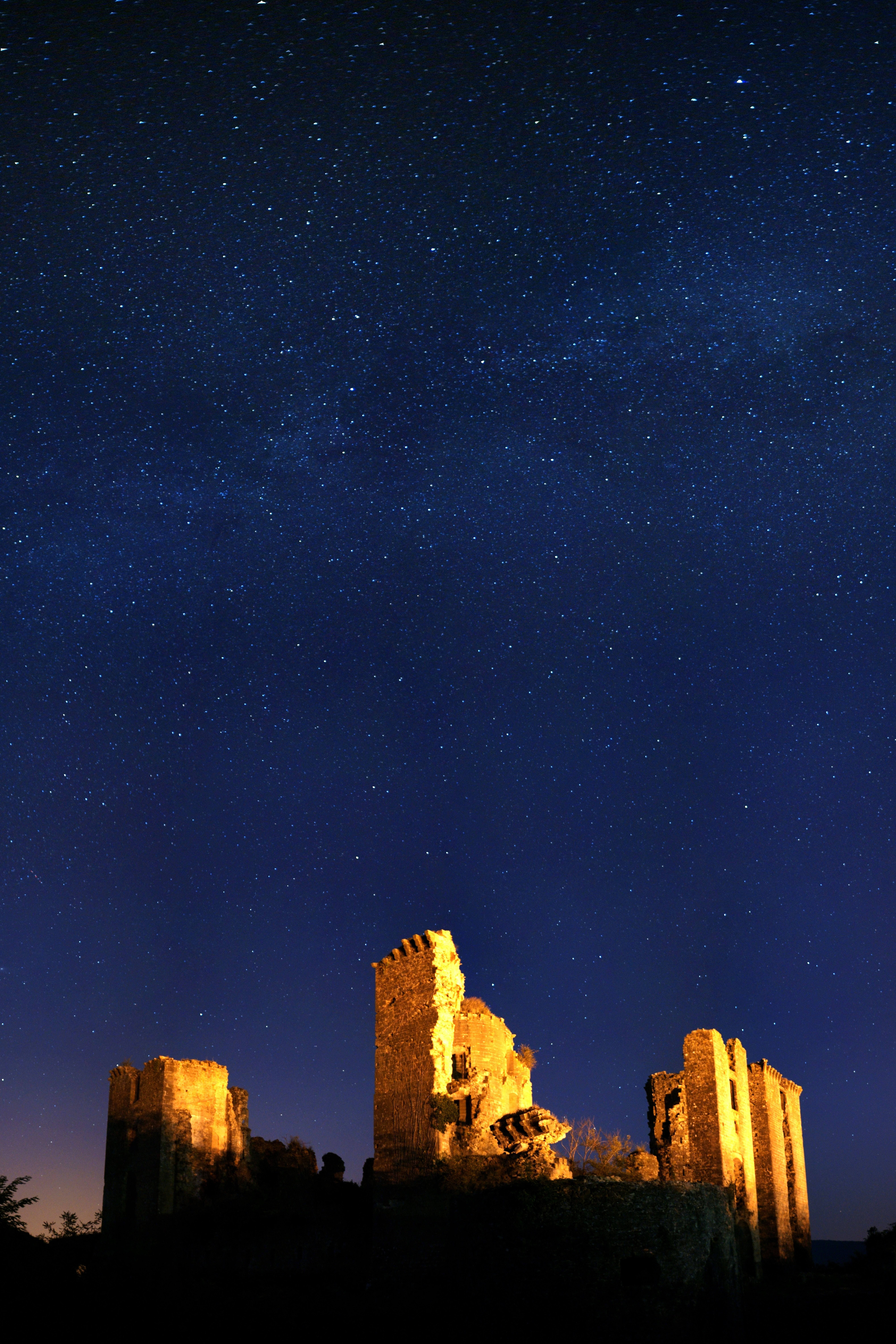
Die Ruine bei Nacht

Da es sich bei der Burg Lagarde nicht um eine Höhenburg im klassischen Sinne handelt, bei der man die natürlichen Geländeformen in die architektonische Planung miteinbeziehen musste, überrascht die Burg durch ihre sehr regelmäßige und ausgewogene Gestalt.
Der gesamte Burg- bzw. Schlosskomplex steht auf einer etwa 1,50 Meter hohen Plattform, die neben Verteidigungs- und Repräsentationsaufgaben durch eine leichte Schräge nach außen auch einen zügigen Ablauf des Regenwassers in den umgebenden Wassergraben ermöglichte. Die mittelalterliche Plattform aus der Zeit um 1330 war durch Mauern und fensterlose Rundtürme in allen vier Ecken zusätzlich gesichert.
Der eigentliche Hauptbau des Schlosses besteht aus mehreren quadratischen bzw. rechteckigen Türmen, die durch Wohntrakte (cours de logis) auf allen vier Längsseiten miteinander verbunden waren. Sowohl in den Türmen als auch in den Wohntrakten findet sich eine Vielzahl von Fensteröffnungen, die erst den schlossartigen Charakter der um 1520 fertiggestellten Anlage verdeutlichen. Noch ein Jahrhundert später erhielt das Schloss eine etwa 150 Meter lange und vier Meter breite Auffahrt von der Dorfseite, sodass man auch mit Kutschen bequem bis in den Schlosshof fahren konnte.
Im 18. Jahrhundert wurde die Umgebung des Schlosses durch die Anlage von Gärten verschönert. Der ganze Schlosskomplex erhielt in dieser Zeit den Beinamen Versailles du Languedoc.